# 恋にしびれて
「恋にしびれて」（原題： All Shook Up）は、エルヴィス・プレスリーが1957年に発表したシングル曲。B面は「心のうずく時（That's When Your Heartaches Begin）」。
『ビルボード』誌では1957年4月13日から8週間連続1位となった。同誌の1957年度ナンバー・ワン・シングルにもなった。また彼の初の英国ナンバーワン・シングルでもある。2004年に『ローリング・ストーン』誌が選んだ「ローリング・ストーンの選ぶオールタイム・グレイテスト・ソング500」では352位となった。
ギター・スラップが本格的に取り入れられた。

## カヴァー・ヴァージョン
- ブライアン・ハイランド - 1962年のアルバム『Let Me Belong to You』に収録。
- ピーター&ゴードン - 1965年のアルバム『I Go to Pieces』に収録。
- ジェフ・ベック・グループ - 1969年のアルバム『ベック・オラ』に収録。
- アルバート・キング - 1970年のアルバム『Blues for Elvis – King Does the King's Things』に収録。
- スージー・クアトロ - 1973年のデビュー・アルバム『サディスティック・ロックの女王』に収録。
- ライ・クーダー - 1987年のアルバム『ゲット・リズム』に収録。翌年公開の映画『カクテル』で使用された。
- ビリー・ジョエル - 1992年公開の映画『ハネムーン・イン・ベガス』のサウンドトラックに収録。
- ポール・マッカートニー - 1999年のカヴァー・アルバム『ラン・デヴィル・ラン』に収録。
- クリフ・リチャード - 2001年のアルバム『Wanted』（2001年）に収録。
- 大滝詠一 - 2016年のコンピレーション・アルバム『DEBUT AGAIN』（初回生産限定版）に収録。「陽気に行こうぜ（Rip It Up）」とのメドレーで歌われる。